# 어린이 뉴스탐험
《어린이 뉴스탐험》은 2001년 7월 20일부터 2007년 4월 23일까지 방송되었던 어린이 뉴스 프로그램이다.

## 프로그램 소개
- 쉬운 뉴스 ! 해설이 있는 뉴스 ! 온 가족이 함께 보는 "어린이 뉴스탐험 !"

## 기획 의도
- "어린이들도 세상 돌아가는 이치를 알 권리가 있다. 공영방송인 KBS는 어린이들에게 그것을 알려줄 의무가 있다." <어린이 뉴스탐험>은 바로 이점에 주목합니다. 우리 사회 각분야에서 일어나는 다양한 뉴스와 화제로 꾸며지는 <어린이 뉴스탐험>은 '쉬운 뉴스'와 '해설이 있는 뉴스'를 추구합니다. 어린이의 눈 높이에 맞는 그러나 뉴스 고유성을 잃지 않은 새로운 형식의 뉴스 프로그램인 <어린이 뉴스탐험>은 어린이들로 하여금 세계를 바라보는 시야를 넓혀주고 궁극적으로는 온 가족이 함께 지켜볼 수 있는 프로그램이 되고자 합니다.

## 타이틀 변천사
| 기수 | 타이틀              | 방송 기간                         |
| ---- | ------------------- | --------------------------------- |
| 1기  | 어린이 뉴스탐험 505 | 2001년 7월 20일 ~ 2001년 11월 2일 |
| 2기  | 어린이 뉴스탐험     | 2001년 11월 9일 ~ 2007년 4월 23일 |

## 방송 시간
| 방송 채널 | 방송 기간                          | 방송 시간                            |
| --------- | ---------------------------------- | ------------------------------------ |
| KBS 2TV   | 2001년 7월 20일 ~ 2001년 11월 2일  | 매주 금요일 오후 5시 5분 ~ 5시 35분  |
| KBS 2TV   | 2001년 11월 9일 ~ 2002년 3월 29일  | 매주 금요일 오후 4시 30분 ~ 5시      |
| KBS 2TV   | 2002년 4월 12일 ~ 2003년 6월 20일  | 매주 금요일 오후 5시 ~ 5시 30분      |
| KBS 2TV   | 2003년 6월 23일 ~ 2003년 10월 27일 | 매주 월요일 오후 5시 30분 ~ 6시      |
| KBS 1TV   | 2003년 11월 3일 ~ 2005년 11월 28일 | 매주 월요일 오후 5시 20분 ~ 5시 45분 |
| KBS 1TV   | 2005년 12월 5일 ~ 2007년 4월 23일  | 매주 월요일 오후 5시 15분 ~ 5시 45분 |

## 진행자
- 김경식, 지승현
- 이재후, 지승현
- 이재홍, 지승현
- 이재홍, 박현선
- 이영호, 김윤지
- 이광용, 한보배
- 이광용, 이지연
- 이광용, 이정민